# Аристодимио
Аристодимио или Хасан паша (на гръцки: Αριστοδήμειο, катаревуса Αριστοδήμειον, Аристодимион, до 1919 Χασάμπασα, Хасампаса) е село в Република Гърция, разположено на полуостров Пелопонес. Селото е част от дем Месена и има население от 322 души.

## Личности
Родени в Аристодимио
- Маринос Либеропулос (1875 – 1905), гръцки офицер